# Dasanur, Siruguppa
Dasanur là một làng thuộc tehsil Siruguppa, huyện Bellary, bang Karnataka, Ấn Độ.